# نازنین خسروانی
نازنین خسروانی (زاده ۱۳۵۵) روزنامه‌نگار، مقاله‌نویس، فعال و زندانی سیاسی سابق است.

## فعالیت‌های مطبوعاتی
وی فارغ‌التحصیل رشته روزنامه‌نگاری و ارتباطات از دانشگاه آزاد است و سابقه فعالیت روزنامه‌نگاری در روزنامه‌های اصلاح طلبی همچون شرق، اقبال، نوروز، یاس نو، بهار، دوران امروز، کارگزاران، سرمایه و آفتاب (وبگاه خبری) را داشته‌است.

## بازداشت و زندان
نازنین خسروانی پس از اعتراضات مردم ایران به نتایج انتخابات ریاست جمهوری (۱۳۸۸) بامداد روز چهارشنبه ۱۲ آبان ماه سال ۱۳۸۹ در منزل پدری خود توسط مأموران امنیتی دستگیر و به سلول‌های انفرادی زندان اوین تهران منتقل شد.
او پس از تحمل ۱۳۲ روز حبس در بازداشتگاه ۲۰۹ زندان اوین، در تاریخ ۲۴ اسفند ماه ۱۳۸۹ با تودیع وثیقه ۶۰۰ میلیون تومانی آزاد شد.
شعبه ۲۶ دادگاه انقلاب اسلامی به ریاست قاضی پیرعباسی، نازنین خسروانی را به تحمل شش سال حبس تعزیری محکوم کرد.
فریده غیرت، وکیل خسروانی، روز دوشنبه ۲۹ فروردین ۱۳۹۰ به وبگاه کلمه گفت که دادگاه انقلاب اسلامی نازنین خسروانی را به اتهام «اجتماع و تبانی جهت اقدام علیه امنیت ملی و تبلیغ علیه نظام» مجرم شناخته‌است.
نازنین خسروانی پس از رد تقاضای قاضی مبنی بر امضای عفونامه و اظهار ندامت، برای گذراندن حکم شش سال زندان خود در اسفند ماه ۱۳۹۰ بازداشت و به زندان اوین منتقل شد.
پس از اعلام حکم زندان خسروانی، ۱۰۸ روزنامه‌نگار و فعال رسانه‌ای در نامه‌ای خطاب به نازنین خسروانی از او حمایت کردند. در قسمت‌هایی از این نامه آمده‌است: "مفتخریم به روزنامه‌نگاری در زمانه‌ای که آزاده‌ای چون شما در آن قلم می‌زند؛ «حقیقت» را قربانی «مصلحت» نمی‌کند؛ قلم را به صاحبان زر و زور و تزویر نمی‌فروشد؛ آزادانه و آگاهانه «زندان» را به‌جای «آزادی صوری» برمی‌گزیند؛ و قدر قلم را چونان «توتم» ی پاس می‌دارد.
مباهات می‌کنیم به داشتن همکار فرهیخته و گرانقدری چون شما؛ و در تمام ایام حبس، از یادتان نخواهیم کاست."